# Arik Air
Arik Air Ltd é uma linha aérea nigeriana privada com base em Lagos na Nigéria. Fundada em 2002 e em operação desde 2006, tem uma crescente rede de destinos. A sua principal base de operações é o Aeroporto Internacional Murtala Muhammed, em Lagos.

## Frota

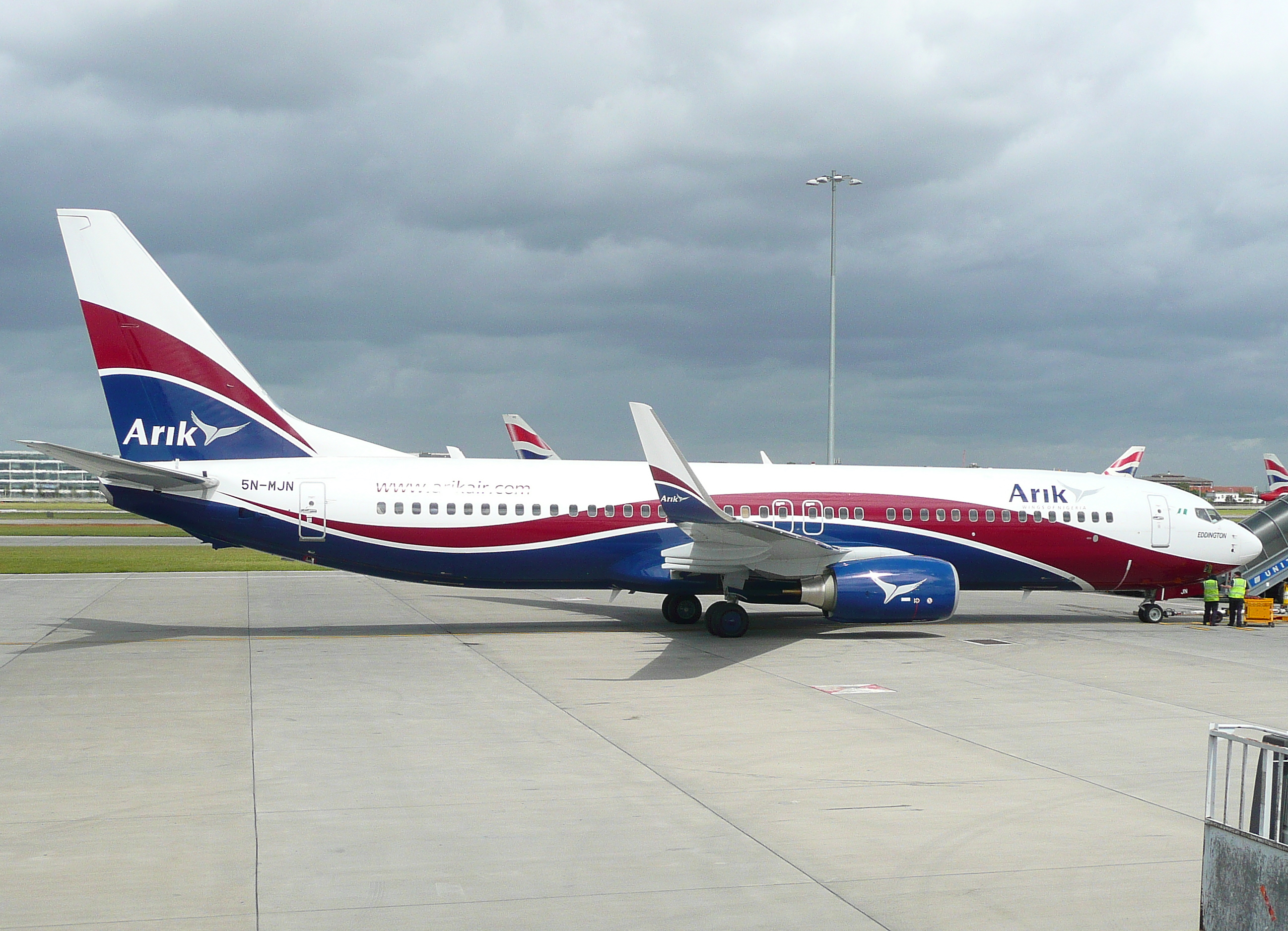
Boeing 737-800 da Arik Air.

Com a data de setembro 2016 a Arik Air tem os seguintes aeronaves:
| Aeronave               | Total | Pedidos | Passageiros (Classe Executiva/Econômica) | Notas                           |
| ---------------------- | ----- | ------- | ---------------------------------------- | ------------------------------- |
| Airbus A330-200        | 2     |         |                                          |                                 |
| Airbus A340-500        | 1     | 1       | 237 (36/201)                             | Operado pela Hifly              |
| Boeing 737-700         | 9     |         | 131 (12/119) 148 (16/132) 149            |                                 |
| Boeing 737-800         | 4     | 13      | 148 (16/132)                             | Entrega esperada para 2009-2013 |
| Bombardier CRJ900/1000 | 5     | 3       | 76 (10/66)                               |                                 |
| Bombardier Dash 8 Q400 | 4     | 2       | 72 (10/62)                               |                                 |
| Total                  | 25    |         |                                          |                                 |